# Mauro Canali
Mauro Canali (Roma, 24 luglio 1942) è uno storico italiano.

## Biografia
Canali è stato professore ordinario di Storia contemporanea all'Università di Camerino. È stato allievo di Renzo De Felice. 
Ha collaborato al Journal of Modern Italian Studies e alle pagine culturali dei quotidiani la Repubblica e Liberal.
Ha tenuto conferenze e lezioni in università europee e americane, quali Università di Copenaghen, Università di Göteborg, Università di Barcellona, Università Harvard, Brown University e Università del Massachusetts. Da ottobre a dicembre 2006 è stato Visiting Professor a Harvard. Ha collaborato a La Storia siamo noi a cura di Giovanni Minoli.  Fa parte del comitato scientifico di Rai Storia, il canale digitale terrestre della Rai interamente dedicato alla storia. Per tale canale è consulente storico di Res Gestae - persone, ricorrenze, eventi - un almanacco, accompagnato da un editoriale finale - dal titolo "Cento secondi" - di commento e analisi sul fatto del giorno più significativo, nonché del magazine storico Italia in 4D (2012).
Il suo libro, L'informatore. Silone i comunisti e la polizia (coautore Dario Biocca), in cui vengono rivelati i rapporti fiduciari che il grande scrittore abruzzese intrattenne con la polizia politica fascista per tutti gli anni venti, ha suscitato un grande dibattito tra gli storici sia in Italia che all'estero, ripreso a lungo anche dalla stampa internazionale specializzata (The New Yorker, The Nation, New Left Review).
Il suo libro Il tradimento. Gramsci, Togliatti e la verità negata ha vinto il Premio Internazionale Capalbio 2014, ed è entrato tra i cinque finalisti del Premio Acqui Storia del 2014.
Il suo libro La scoperta dell'Italia. Il fascismo raccontato dai corrispondenti americani ha vinto il Premio Fiuggi Storia 2017 per la saggistica. 
È consulente storico e voce narrante del documentario TV "L'intellettuale e la spia", prescelto a rappresentare Rai Storia al Prix Italia 2013. Il documentario racconta l'arresto dei leader torinesi di 'Giustizia e Libertà' (Vittorio Foa, Carlo Levi, Massimo Mila ed altri), provocato dalla delazione dello scrittore Pitigrilli, al secolo Dino Segre, spia dell'Ovra.
È stato membro del comitato scientifico del programma televisivo Rai 3 Il tempo e la storia dal 2013 al 2017 e in seguito in quello di Passato e presente, programma della stessa rete con replica su Rai Storia.
È nel comitato scientifico della rivista nuova Storia Contemporanea.
Collabora alla rivista trimestrale Gnosis.
Dal novembre 2019 collabora come editorialista con il quotidiano Il Mattino di Napoli.
È advisor dell'American Academy in Rome per la storia dell'Italia moderna.
È il curatore scientifico della mostra per il centenario della morte di Matteotti, dal titolo Giacomo Matteotti. Vita e morte di un padre della democrazia, inaugurata il 29 febbraio 2024 a Palazzo Braschi - Roma e aperta fino al 16 giugno 2024.

## Opere
- Il dissidentismo fascista. Pisa e il caso Santini, 1923-1925, Roma, Bonacci, 1983.
- Cesare Rossi. Da rivoluzionario a eminenza grigia del fascismo, Bologna, Il Mulino, 1991. ISBN 88-15-03216-9.
- Il delitto Matteotti. Affarismo e politica nel primo governo Mussolini, Biblioteca Storica, Bologna, Il Mulino, 1997. ISBN 88-15-05709-9.
- L'informatore. Silone, i comunisti e la polizia, con Dario Biocca, Milano-Trento, Luni Editrice, 2000. ISBN 88-7984-208-0.
- Il caso Silone. Le prove del doppio gioco, Roma, Fondazione liberal, 2000.
- Ignazio Silone and the Fascist political police, in "Journal of Modern Italian Studies", vol. 5, 2001.
- Il delitto Matteotti, Bologna, Il Mulino, 2004. ISBN 88-15-09729-5. [versione condensata del volume apparso nel gennaio 1997]
- Le spie del regime, Bologna, Il Mulino, 2004. ISBN 88-15-09801-1.
- Dentro il fascismo: dissidenti, spie e dintorni, in Tre generazioni tra revisioni e revisionismi, Roma, 2005.
- Guidonia e il regime fascista. Una 'città nuova' dagli anni del consenso alla guerra (1935-1945), in Innamorarsi del futuro. Guidonia Montecelio 1937-2007, Ancona, 2007.
- Mussolini e il petrolio iracheno. L'Italia, gli interessi petroliferi e le grandi potenze, Torino, Einaudi, 2007. ISBN 978-88-06-18608-1.
- Repressione e consenso nell'esperimento fascista, in Emilio Gentile (a cura di), Modernità totalitaria. Il fascismo italiano, Roma-Bari, Editori Laterza, 2008. ISBN 978-88-420-8793-9.
- Il problema dell'Altro nei regimi totalitari. Il caso del fascismo, in Giulio M. Salerno e Francesco Rimoli (a cura di), Cittadinanza, identità e diritti. Il problema dell'altro nella società cosmopolitica, Macerata, EUM, 2008. ISBN 978-88-6056-132-9.
- Crime and Repression, in Richard J. B. Bosworth (edited by), The Oxford Handbook of Fascism, Oxford University Press, 2009. ISBN 9780199291311.
- Matteotti Murder and the Origins of Mussolini's Totalitarian Fascist Regime in Italy, in "Journal of Modern Italian Studies", vol. 14, 2009.
- Mussolini and His Myths, in Karin Wolgast (Herausgeber), Sinnverlust und Sinnfindung am Anfang des 20. Jahrhunderts, Königshausen & Neumann, 2011.
- Il revisionismo storico e il fascismo, in "Cercles. Revista de Historia Cultural", Publicacions i Edicions Universitat de Barcelona, 2011.
- Polizia politica fascista nelle vicende della guerra civile spagnola, in Cultura, Societat i Politica a la Mediterrània contemporània, Institut d'Estudis Baleàrics, 2012.
- Il tradimento. Gramsci, Togliatti e la verità negata, Venezia, Marsilio Editori, 2013. ISBN 978-88-317-1676-5. (Premio Internazionale Capalbio 2014)
- La scoperta dell'Italia. Il fascismo raccontato dai corrispondenti americani, Venezia, Marsilio Editori, 2017. ISBN 978-88-317-2756-3. (Premio Fiuggi/Storia 2017)
- Il delitto Matteotti, Milano, RCS - Corriere della Sera, 2020.
- Mussolini e i ladri di regime. Gli arricchimenti illeciti del fascismo, con Clemente Volpini, Milano, Mondadori, 2019. ISBN 978-88-04-71127-8.
- La guerra di Etiopia e i corrispondenti di guerra americani, in Correspondants de guerre 1918-1939 Maroc - Ethiopie - Espagne, Presses Universitaires Savoie Mont Blanc Laboratoire LLSETI, 2020.
- All Bliss in Fiume. L'opinione pubblica statunitense di fronte all'impresa, in Fiume 1919-1920. Uno sguardo internazionale, Memoria e Ricerca. Rivista di Storia Contemporanea, n.3, settembre-dicembre 2020, Bologna, Il Mulino.
- Dalle Alpi al Deserto Libico. I diari di Rodolfo Graziani 1940-1941, Nuova Argos, 2021.
- La prima trasvolata atlantica in solitaria, RCS MediaGroup - Corriere della Sera, 2021
- L'eccidio di Melissa, RCS MediaGroup, 2022
- Il referendum Monarchia/Repubblica, RCS MediaGroup, 2022
- Gli uomini della marcia su Roma. I quadrumviri e Mussolini, con Clemente Volpini, Milano, Mondadori, 2022.
- American grand tours and tours of duty: early intellectuals, art and literary salons, and US-Italian relations during the fascist period, in Beyond the Grand Tour Past and Present, University of Arkansas Rome Program, 2022.
- The Matteotti Murder and Mussolini, London - New York, Palgrave - Macmillan, 2024.